# Леріцький район
Леріцький район (азерб. Lerik rayonu) — один із 66 районів Азербайджану. Він розташований на південному сході країни й належить до Ленкоранського економічного району. Район межує з районами Ярдимлах, Масалли, Ленкорань, Астара і провінції Ардебіль в Ірані. Його столицею і найбільшим містом є Лерік. Станом на 2020 рік населення району становило 86 585 осіб. Розташований між Талишськими горами та землеробською рівниною Ленкоранської низовини.

## Історія
Леріцький район утворений у серпні 1930 року. До січня 1938 року називався Зувандський район. У районі функціонує 29 муніципалітетів. До складу району входять місто та 161 село загальною площею 1084 кв. Відповідно до Указу Президента від 13 червня 2008 року населеному пункту Лерік надано статус міста.
Територія Леріцького району є одним з найстаріших населених пунктів Азербайджану. Є кілька печер, які, як вважають, належать до бронзового віку. Ці печери розташовані в передгір'ях.
У Леріцькому районі знайдено різні предмети кам'яної доби. Печера під назвою «Бузеїр» є найдавнішим поселенням на території Азербайджану. У 18-19 століттях французький археолог Жак де Морган, К. Шаффер і його брат Анрі під час археологічних розкопок називали цю територію «археологічним раєм». Морган провів археологічні розкопки на кладовищі Гізілбашлар у селі Вері з Леріка.
Професор Асадулла Джафаров, завідувач відділу археології та етнографії Інституту історії Національної академії наук Азербайджану, провів наукові дослідження на території Леріцького району та вперше виявив стародавній людський табір, що відноситься до середнього палеоліту.

## Люди
Лерік славиться головним чином довголіттям деяких своїх громадян. Він відомий міфами про довголіття людини; чоловік, на ім'я Ширалі Баба Муслимов, що народився в селі Барзаву, який, як повідомили в Книзі рекордів Гіннеса, був на 168 році життя, коли помер і, як вважають, жив між 1805 і 1973 роками. Переважна більшість населення району — талиши, решта — азербайджанці та інші національності.

### Населення
| Населення          | 2000 рік | 2001 рік | 2002 рік | 2003 рік | 2004 рік | 2005 рік | 2006 рік | 2007 рік | 2008 рік | 2009 рік | 2010 рік | 2011 рік | 2012 рік | 2013 рік | 2014 рік | 2015 рік | 2016 рік | 2017 рік | 2018 рік |
| Леріцький край     | 64,3     | 65,3     | 66,2     | 67,3     | 68,3     | 69,6     | 70,9     | 72,0     | 73,2     | 74,3     | 75,2     | 76,4     | 77,5     | 78,7     | 79,7     | 80,8     | 81,9     | 82,8     | 83,8     |
| міського населення | 6,8      | 6,8      | 6,9      | 7,0      | 7,1      | 7,2      | 7,2      | 7,2      | 7,2      | 7,3      | 7,3      | 7,5      | 7,9      | 8,0      | 8,0      | 8,1      | 8,2      | 8,3      | 8,4      |
| сільське населення | 57,5     | 58,5     | 59,3     | 60,3     | 61,2     | 62,4     | 63,7     | 64,8     | 66,0     | 67,0     | 67,9     | 68,9     | 69,6     | 70,7     | 71,7     | 72,7     | 73,7     | 74,5     | 75,4     |

У Леріці розташовані краєзнавчий музей і меморіал Карабаської війни, розташований між плацом і скромною ратушею.
До Леріка можна дістатися з Ленкорані по дорозі A323. Це дуже мальовничий маршрут вздовж річки Ленкорань та національного парку Гиркан. Регулярно курсують автобуси в Ленкорань і Баку. Максимальна річна кількість опадів у Леріку та Талиських горах становить від 1600 опадів мм до 1800 мм, що на Ленкоранській низовині випадає найбільше в країні.

## Географічне положення
Територію Леріцького району оточує Талиський гірський масив. Лерікська область межує з Ярдимлі на півдні й південному заході, на північному сході — Ленкорань, на північному заході — Масаллі, на південному сході — Астара. Гірський хребет Талиш простягається вздовж кордону з Ісламською Республікою Іран і на півночі за межами гірських хребтів Пештасар і Буравар. Довжина кордону з Ісламською Республікою Іран становить 49,5 кілометрів.
Жолоб Зуванд (Діабар) розташований між Талиським і Буддійським хребтами. Комургой (2492 м) і Гізюрд (2433 м) — найвищі вершини Талиського хребта. Здебільшого складається з палеогенових вулканогенно-осадових порід. Область займає 40,3 тис. га лісів.
Зувандський державний заповідник розташований у Зуванді. Тут діє Ботанічний науково-дослідний центр Національної академії наук з вивчення фауни й флори.

## Клімат
| Клімат Lerik          | Клімат Lerik | Клімат Lerik | Клімат Lerik | Клімат Lerik | Клімат Lerik | Клімат Lerik | Клімат Lerik | Клімат Lerik | Клімат Lerik | Клімат Lerik | Клімат Lerik | Клімат Lerik | Клімат Lerik |
| Показник              | Січ.         | Лют.         | Бер.         | Квіт.        | Трав.        | Черв.        | Лип.         | Серп.        | Вер.         | Жовт.        | Лист.        | Груд.        |              |
| Середній максимум, °C | 4,1          | 4,2          | 7,1          | 14,3         | 18,8         | 23,3         | 26,0         | 30,5         | 20,9         | 18,1         | 10,7         | 6,5          |              |
| Середній мінімум, °C  | −4,1         | −3,8         | −1,4         | 3,8          | 8,2          | 11,8         | 14,2         | 9,6          | 10,4         | 5,2          | 2,2          | −1,5         |              |
| Норма опадів, мм      | 24           | 33           | 40           | 43           | 44           | 24           | 18           | 25           | 44           | 62           | 39           | 33           |              |
| --------------------- | ------------ | ------------ | ------------ | ------------ | ------------ | ------------ | ------------ | ------------ | ------------ | ------------ | ------------ | ------------ | ------------ |

## Економіка
Район в основному зайнятий гірським рельєфом, де населення в основному займається сільським господарством. Щорічно в області збирається 2790 тонн зернових з 1454 га.

## Освіта
У районі 107 загальноосвітніх навчальних закладів. У школах працює близько 1269 вчителів.

## Здоров'я
Леріцька районна центральна лікарня надає медичну допомогу 82 тис. особам.

## Культурна спадщина
На території Леріцького району розташовано 27 пам'яток архітектури місцевого значення, меморіальних пам'яток, 78 декоративних. У місті працює історичний музей, а також музей «Довголіття», художня галерея.
Найвідомішими пам'ятками регіону є стародавній особняк «Кізюрду», гробниця Баби Іси в селі Мондіга, мавзолей Халіфи Захарії, мечеть у селі Лулекаран (XIX ст.), мавзолей Джабір (XII—XIV ст.) тощо.
Серед історичних місць дуже відомі на території замки хлопчиків і дівчаток. Ці замки були побудовані з метою оборони. В одній легенді говориться, що ці замки були будинками стародавніх албанців. Біля замків досі є албанські кладовища.
Під час правління Сефевідів шах Ісмаїл також посилав свій вірний народ до Леріцького регіону. Візитною карткою тих часів є мавзолей Бабагіла, який перетворився на святилище.
В районі функціонують 11 будинків культури, 64 бібліотеки (одна центральна бібліотека міста, одна дитяча), 55 клубів, 1 картинна галерея, 2 початкові музичні школи.
У відділеннях централізованої бібліотечної системи району зібрано 303700 примірників політичної, художньої та наукової літератури. Цей фонд користується 24 тисячами людей.

## Галерея

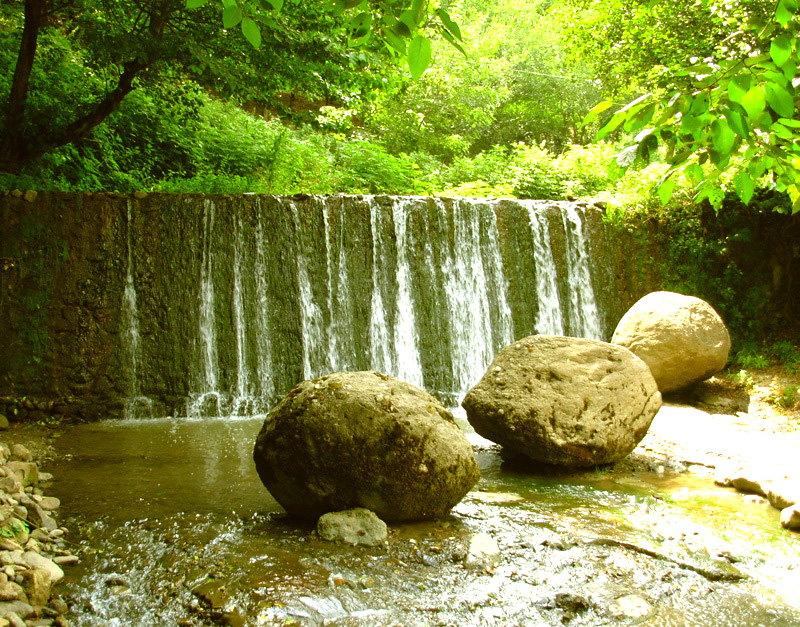
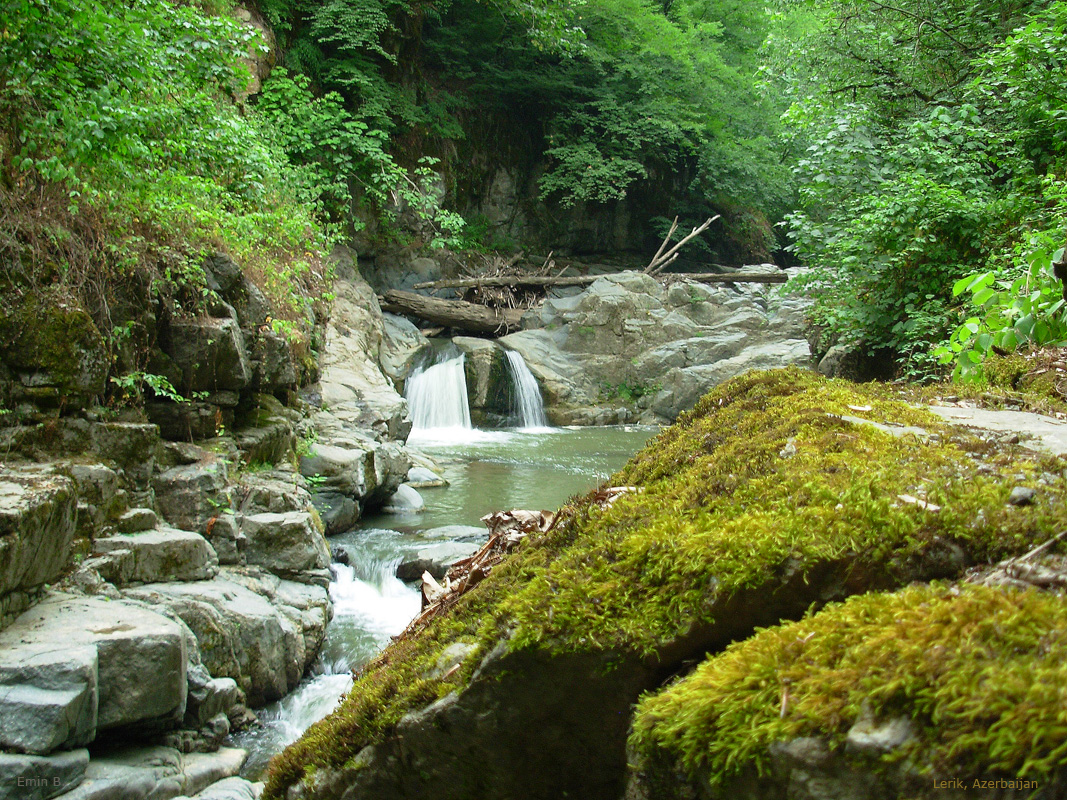
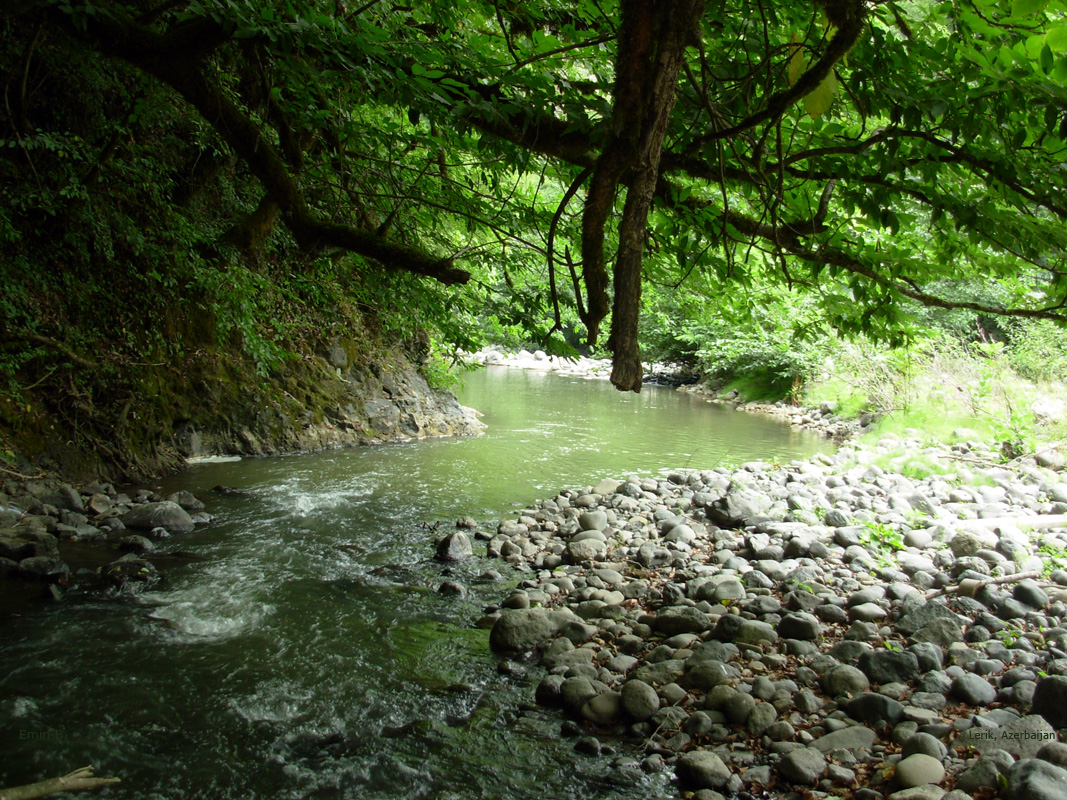

## Відомі особи
- Боюкага Мірсалаєв — другий секретар ЦК Закавказзя КП (б).
- Ікбал Мамедов — доктор філософії з економіки, член Міллі Меджлісу Азербайджанської Республіки.
- Гусейнбала Міраламов — доктор технічних наук, професор, відомий письменник, депутат Міллі Меджлісу.
- Новруз Новрузов — письменник-публіцист, керівник виконавчої влади.
- Мамедгусейн Алієв — письменник і драматург.
- Ельдар Ісгандарзаде — поет-драматург, сценарист.
- Муслімов Валех Алізаїд-огли — Національний герой Азербайджану.